# Dom sportova Mate Parlov
Dom sportova Mate Parlov – hala widowiskowo-sportowa w Puli, w Chorwacji. Została otwarta w 1978 roku. Może pomieścić 2312 widzów. Znajduje się tuż obok stadionu ŠRC Uljanik-Veruda.
Hala została otwarta w 1978 roku. Początkowo nosiła imię Savo Vukelicia (Dom mladosti Savo Vukelić). W 2003 roku przeszła rekonstrukcję. Od 1 sierpnia 2008 roku nosi imię Mate Parlova (Dom sportova Mate Parlov).
Główna hala obiektu może pomieścić 2312 widzów. Ponadto w budynku znajduje się też sala sztuk walki, sala do tenisa stołowego, sala gimnastyczna i kręgielnia. Z obiektu korzystają m.in. kluby piłki ręcznej (ŽRK Arena, RK Arena), siatkówki (OK Pula), boksu (BK Pula), zapasów (HK Istarski borac) i tenisa stołowego (STK Pula).
W 2004 roku w hali odbyły się mistrzostwa Europy w boksie. W 2005 roku obiekt był jedną z aren kobiecych mistrzostw Europy w siatkówce, a w roku 2009 rozegrano w nim część spotkań mistrzostw świata w piłce ręcznej.